# Ралстон (Ајова)
Ралстон (енгл. Ralston) град је у америчкој савезној држави Ајова. По попису становништва из 2010. у њему је живело 79 становника.

## Демографија
Према попису становништва из 2010. у граду је живело 79 становника, што је -19 (-19.4%) становника више него 2000. године.
| Група             | 2000.       | 2010.       |
| Белци             | 98 (100.0%) | 79 (100.0%) |
| Афроамериканци    | 0 (0,0%)    | 0 (0,0%)    |
| Азијати           | 0 (0,0%)    | 0 (0,0%)    |
| Хиспаноамериканци | 0 (0,0%)    | 0 (0,0%)    |
| Укупно            | 98          | 79          |